# Collegio di Rutland and Stamford
Rutland and Stamford è un collegio elettorale inglese situato tra Lincolnshire, Leicestershire e Rutland, nelle Midlands Orientali, e rappresentato alla Camera dei comuni del Parlamento del Regno Unito. Elegge un membro del parlamento con il sistema è first-past-the-post, ossia maggioritario a turno unico; l'attuale parlamentare è Alicia Kearns, eletta con il Partito Conservatore nel 2024.

## Estensione
- 1918-1950: la contea amministrativa di Rutland, il borgo municipale di Stamford, il distretto urbano di Bourne, i distretti rurali di Bourne e Uffington e parte del distretto rurale di Grantham.
- 1950-1983: la contea amministrativa di Rutland, il borgo municipale di Stamford, il distretto urbano di Bourne, il distretto rurale di South Kesteven e parti dei distretti rurali di East Kesteven e West Kesteven.
- dal 2024: i ward del distretto di Harborough di Billesdon and Tilton; Nevill e Thurnby and Houghton, il distretto di Rutland, i ward del distretto di South Kesteven di Casewick; Castle; Dole Wood; Glen; Isaac Newton; Stamford All Saints; Stamford St. George’s; Stamford St. John’s e Stamford St. Mary’s.[1]

## Membri del parlamento
| Elezione | Elezione                  | Deputato                            | Partito               |
| -------- | ------------------------- | ----------------------------------- | --------------------- |
|          | 1918                      | Claud Heathcote-Drummond-Willoughby | Conservatore          |
| 1922     | Charles Harvey Dixon      |                                     | Conservatore          |
| 1923 (S) | Neville Smith-Carington   |                                     | Conservatore          |
| 1933 (S) | Lord Willoughby de Eresby |                                     | Conservatore          |
| 1950     | Sir Roger Conant          |                                     | Conservatore          |
| 1959     | Kenneth Lewis             |                                     | Conservatore          |
|          | 1983                      | Collegio abolito                    | Collegio abolito      |
|          | 2024                      | Collegio ri-istituito               | Collegio ri-istituito |
|          | 2024                      | Alicia Kearns                       | Conservatore          |

## Elezioni

### Elezioni negli anni 2020
| Partito                    | Partito                                         | Candidato                  | Risultati 4 luglio 2024 | Risultati 4 luglio 2024 |
| Partito                    | Partito                                         | Candidato                  | Voti                    | %                       |
| -------------------------- | ----------------------------------------------- | -------------------------- | ----------------------- | ----------------------- |
|                            | Conservatore                                    | Alicia Kearns              | 21 248                  | 43,74                   |
|                            | Laburista                                       | Joe Wood                   | 10 854                  | 22,34                   |
|                            | Reform UK                                       | Chris Clowes               | 7 008                   | 14,43                   |
|                            | Lib Dem                                         | James Moore                | 6 252                   | 12,87                   |
|                            | Verdi                                           | Emma Baker                 | 2 806                   | 5,78                    |
|                            | Rejoin EU                                       | Joanna Burrows             | 409                     | 0,84                    |
|                            |                                                 |                            |                         |                         |
| Iscritti                   | Iscritti                                        | Iscritti                   | 71 711                  | 100,00                  |
| ↳ Votanti (% su iscritti)  | ↳ Votanti (% su iscritti)                       | ↳ Votanti (% su iscritti)  | 48 577                  | 67,74                   |
| ↳ Astenuti (% su iscritti) | ↳ Astenuti (% su iscritti)                      | ↳ Astenuti (% su iscritti) | 23 134                  | 32,26                   |
|                            |                                                 |                            |                         |                         |
|                            | Esito: collegio a Conservatore (nuovo collegio) |                            |                         |                         |